# 前畑秀子
前畑 秀子（まえはた ひでこ、1914年〈大正3年〉5月20日 - 1995年〈平成7年〉2月24日）は、日本の水泳選手、日本初のオリンピック女子金メダリスト（1936年 ベルリンオリンピック）。位階は従四位勲三等、栄典は瑞宝章、紫綬褒章、文化功労者。
和歌山県伊都郡橋本町（現・橋本市）出身、結婚後は兵藤 秀子（ひょうどう ひでこ）として活動。戸籍名は「兵藤 ヒデ子」。橋本市名誉市民。

## 生涯

### 幼少・少女期
1914年（大正3年）和歌山県伊都郡橋本町で豆腐屋を営む家に生まれ、紀ノ川で泳ぎを覚える。尋常小学校5年生のとき女子50メートル (m) 平泳ぎで学童新記録を出し、高等小学校2年生のとき汎太平洋女子オリンピックに出場し100m平泳ぎで優勝、200m平泳ぎで準優勝した。当時の慣習では前畑は高等小学校を卒業後、学業や水泳をやめて家業の豆腐屋を手伝うはずだったが、秀子の水泳の素質に注目した学校長など関係者が両親を説得し、椙山正弌のすすめで名古屋の椙山女学校に編入して水泳を続けた。椙山は前畑のために寮を提供し、学園内に新しいプールを作り全面的に支援した。1931年（昭和6年）1月に母が脳溢血で、6月に父も脳溢血で亡くなった。

### 二度のオリンピック出場

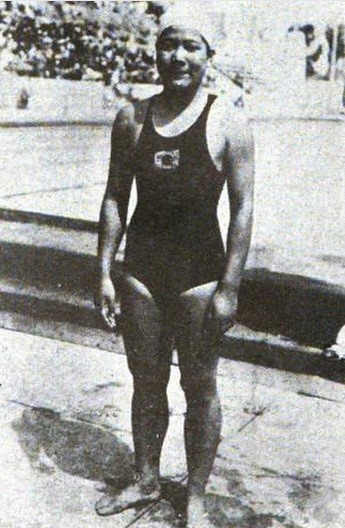
1932年ロス五輪

1932年（昭和7年）に開催された第10回大会ロサンゼルスオリンピックの200m平泳ぎに出場し、銀メダルを獲得した。金メダルはオーストラリアのクレア・デニスで、前畑とはわずか0.1秒差だった。なお、デニスはこのとき新泳法を取り入れており、自身のオリンピック記録を更新している。
大会後は家庭の事情もあり引退も考えたが、オリンピック誘致に奔走していた東京市長の永田秀次郎から「なぜ君は金メダルを獲らなかったのか。0.1秒差ではないか。無念でたまらない」と涙を流さんばかりに祝賀会で説得されるなど、周囲の大きな期待に押され、現役続行を決意する。1日に2万メートル泳ぎきる猛練習を重ね、1933年（昭和8年）9月30日に200m平泳ぎの世界新記録を樹立する。

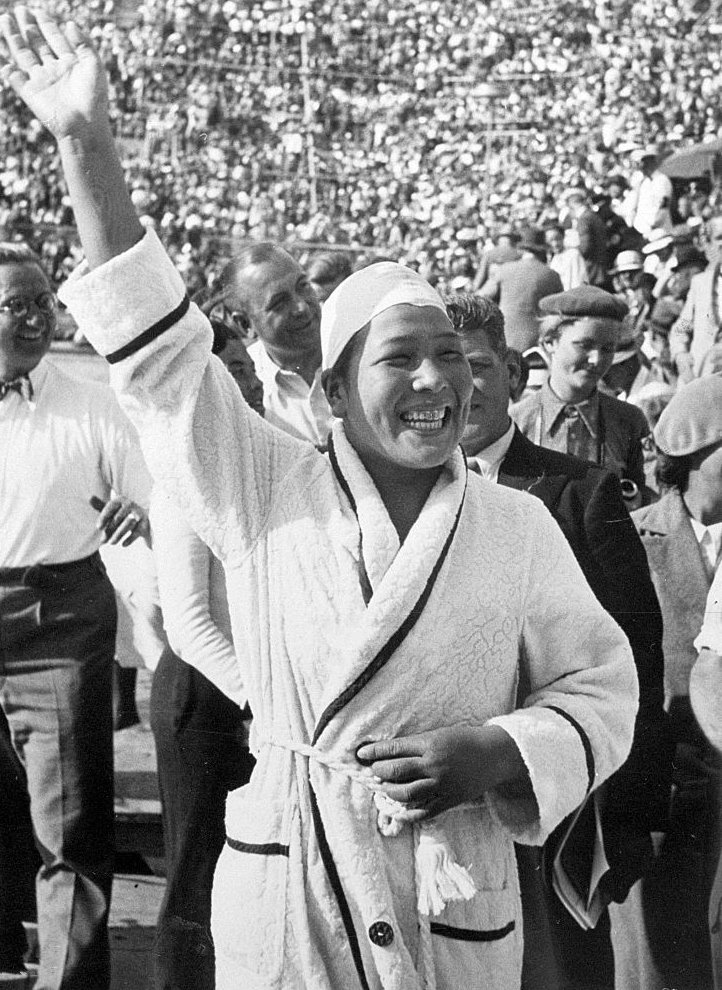
1936年ベルリン五輪

3年後の1936年（昭和11年）、ドイツで開かれたベルリンオリンピックの200m平泳ぎに出場し、地元ドイツのマルタ・ゲネンゲルとデッドヒートを繰り広げて、1秒差で勝利する。日本人女性として五輪史上初めての金メダルを獲得した。この試合をラジオ中継で実況したNHKの河西三省アナウンサーは、中継開始予定時刻の午前0時を過ぎたために「スイッチを切らないでください」の言葉からアナウンスを始めた。

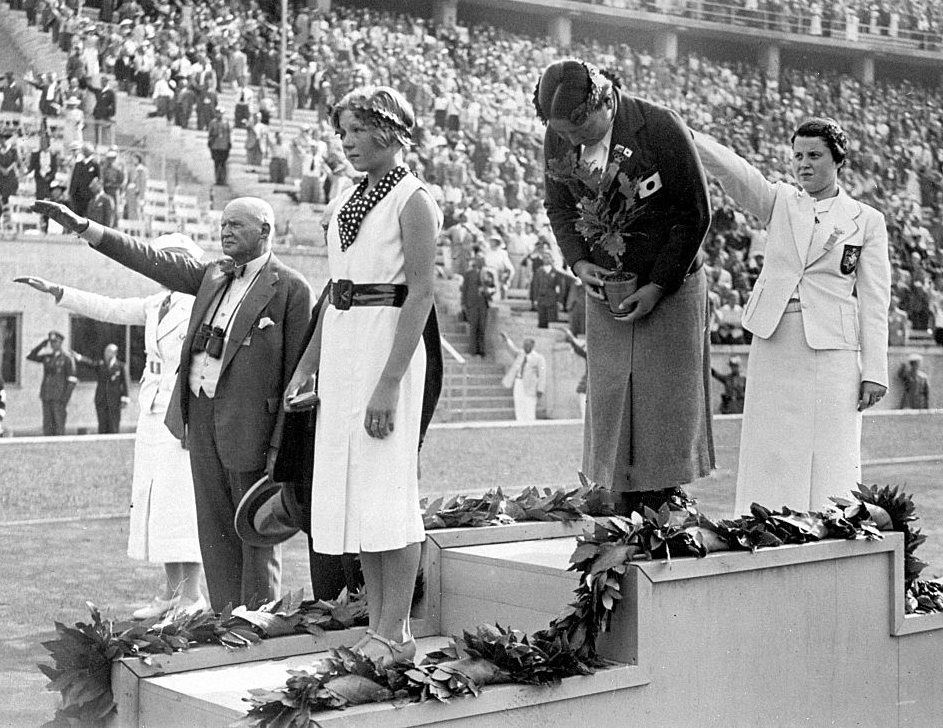
五輪史上初の日本人女性金メダリストとして表彰台に立つ前畑

河西は興奮して途中から「前畑がんばれ!前畑がんばれ!」と20回以上も叫び、真夜中にラジオ中継を聴いていた当時の日本人を熱狂させた。当該放送は現在レコード化されている。
前畑はその後も世界記録を何度も樹立し、200m平泳ぎなどで活躍した（参考：日本の夏季オリンピック金メダル）。
後年、「スポーツシャワー〜ヒーローに花束を〜」（ABC制作・テレビ朝日系）のインタビューの中で「練習中、泳いでいながらプールの中で汗が流れるのがわかった」と当時の過酷な練習を振り返っていた。

### 競技引退後
1937年（昭和12年）、秀子は名古屋医科大学（現・名古屋大学医学部）で助手を務める兵藤正彦と見合い結婚して、姓が兵藤となる。引退後は岐阜市に在住し、椙山女学園職員として後進の育成に努め、母親水泳教室を開くなど水泳の普及に貢献した。夫の正彦との間には息子を2人もうけたが、夫は1959年に急死した。
1964年（昭和39年）11月、秋の褒章で紫綬褒章を受章した。
1977年（昭和52年）ベルリンでゲネンゲルと再会、二人は一緒に50mを泳いだ。
1980年（昭和55年）公共広告機構（現：ACジャパン）「お年寄りの幸せって」キャンペーンのCMに出演し、ゴダイゴのタケカワユキヒデと共演した。
1983年（昭和58年）に脳卒中で倒れるが、リハビリにより再びプールに復帰した。
1987年（昭和62年）に勲三等瑞宝章を受章。1990年（平成2年）には日本女性スポーツ界で初となる文化功労者に選出された。
晩年は「会賓」として日本水泳連盟に所属した。
1995年（平成7年）2月24日、急性腎不全のため死去した。80歳没。この5ヶ月後にはゲネンゲルも83歳でこの世を去っている。同年3月24日、特旨を以て位記を追賜され、死没日付をもって従四位に叙された。

## 逸話
- 前畑は泳ぐ直前に、地元熱田神宮の御守を呑み込んでベルリンオリンピックに挑んだ。
- 前畑が所持していた金メダルは、母校の校長の管理の下で金庫に納められていたが、空襲で金庫ごと吹き飛ばされてしまい、現在残っているのは同じく競泳でベルリンオリンピック男子200m平泳ぎで優勝した葉室鐵夫のメダルから作成したレプリカのみである。
- 麻雀を趣味として、正月休みは親戚宅で麻雀大会に興じた。

## 顕彰
- 母校の椙山女学園中学校・高等学校内に、前畑とともにベルリンオリンピックに出場した小島一枝のふたりの水着姿の銅像があり、前畑が表彰時に与えられた樫の木とされる「オリンピック・オーク」の2代目が植えられている[注 2]が、実際はドイツ伝承の「もっと伸びよ」の言葉に由来した柏の木で、当時の五輪はこれを採用して葉冠と共にこれを勝者に授与していた[14]。
- 日本選手権水泳競技大会の競泳女子200m平泳ぎ優勝者は、2016年まで前畑秀子杯[注 3]が贈られた[15]。
- 愛知県では毎年開催される県選手権水泳競技大会で、男女の200m平泳ぎ優勝者に対し、高さ20cmほどの「前畑秀子杯」が贈られる。
- NHKの学園ドラマ『中学生群像』に水泳のコーチ役で特別出演した。秀子が演じるコーチに教えを請う女子生徒役は、子役時代の戸田恵子だった[16]。
- NHKで単発ドラマや大河ドラマの題材となったが、出身の橋本市で、ゆかりの名古屋市、岐阜市と協力して前畑の幼少期から競技引退後の足跡を取り上げる連続テレビ小説（朝ドラ）を誘致する運動も起きている [17]。しかし、当初目標にした2020年東京五輪前のドラマ化は実現しなかった [18]

## テレビ番組
- ドラマ『前畑がんばれ』（1991年10月10日、NHK、演：清水美砂）
- 『その時歴史が動いた』「前畑ガンバレ!! 〜ベルリンオリンピックの光と影〜」（2000年9月6日、NHK）
- 大河ドラマ『いだてん〜東京オリムピック噺〜』（2019年、NHK、演：上白石萌歌）[19] - 第36話の『いだてん紀行』のコーナーで生前の前畑本人のインタビュー映像が使用された。

## コミック
- ホーム社　『その時歴史が動いた　コミック版　感動スポーツ編』　所収
  - 烏山英司作画「前畑がんばれ—ベルリンオリンピックの光と影」

## 著書
- 兵藤秀子『前畑ガンバレ』金の星社、1981年。
- 兵藤秀子『前畑は二度がんばりました : 勇気、涙、そして愛。』ごま書房、1985年12月25日。NDLJP:12252641。